# Afrocerberus letabai
Afrocerberus letabai is een pissebed uit de familie Microcerberidae. De wetenschappelijke naam van de soort is voor het eerst geldig gepubliceerd in 1983 door Wägele.